# Walter Matthau
Walter Matthau (wym. [ˈmæθaʊ], właśc. Walter John Matthow; ur. 1 października 1920 w Nowym Jorku, zm. 1 lipca 2000 w Santa Monica) – amerykański aktor filmowy, teatralny i telewizyjny. Laureat Oscara za drugoplanową rolę w filmie Szczęście Harry’ego (1966).

## Życiorys
Na temat młodości, pochodzącego z rosyjsko-żydowskiej rodziny z kresów dawnej Rzeczypospolitej, aktora wiadomo niewiele, ze względu na jego skłonności kawalarskie. Twierdził, że jego ojciec był duchownym prawosławnym, wyklętym za wiarę w nieomylność papieża. Mówił, że jego prawdziwe nazwisko brzmi „Matuschanskayasky”, co było nieprawdą.
Podczas II wojny światowej służył w Korpusie Lotniczym Armii USA jako strzelec-radiotelegrafista ciężkiego bombowca B-24 Liberator w 453. Grupie Bombowej 8. Armii Powietrznej. Odznaczony został sześciokrotnie gwiazdą kampanijną za udział w walkach nad Europą. Był żonaty dwukrotnie, z Grace Geraldine Johnson (w latach 1948–1958) i z aktorką Carol Grace (od 1959 do śmierci). Z pierwszą żoną miał dwoje dzieci, z drugą syna, aktora i reżysera Charlesa Matthau (ur. 1962). W 1997 został wyróżniony specjalną nagrodą American Comedy za całokształt dokonań. Zmarł na zawał serca.
Dużą popularność przyniosły mu filmy, w których zagrał wspólnie z Jackiem Lemmonem.

## Filmografia
- 1955: Indiański wojownik jako Wes Todd
- 1955: Traper z Kentucky jako Stan Bodine
- 1956: Życie na szali jako Wally Gibbs
- 1957: Twarz w tłumie jako Mel Miller
- 1958: Król Kreol jako Maxie Fields
- 1958: Głos w lustrze jako Ebenezer Scrooge
- 1960: Obcy, gdy się spotykają jako Felix Anders
- 1960: Gangster Story jako Jack Martin[a]
- 1962: Ostatni kowboj (Lonely Are the Brave) jako szeryf Morry Johnson
- 1963: Szarada jako Hamilton Bartholomew/Carson Dyle
- 1964: Do widzenia, Charlie jako sir Leopold Sartori
- 1964: Czerwona linia jako profesor Groeteschele
- 1965: Miraż jako Ted Caselle
- 1966: Szczęście Harry’ego jako Willie Ginrich
- 1967: Poradnik żonatego mężczyzny jako Paul Manning
- 1968: Dziwna para jako Oscar Madison
- 1968: Candy jako generał R.A. Smight
- 1968: Sekretne życie amerykańskiej żony jako gwiazdor filmowy
- 1969: Hello, Dolly! jako Horace Vandergelder
- 1969: Kwiat kaktusa jako dr Julian Winston
- 1971: Kotch jako Joseph P. Kotcher
- 1971: Bogata, wolna, samotna jako Henry Graham
- 1971: Apartament w Hotelu Plaza jako Sam Nash/Jesse Kiplinger/Roy Hubley
- 1972: Pete i Tillie jako Pete Seltzer
- 1973: Uśmiechnięty gliniarz jako porucznik Jake Martin
- 1973: Charley Varrick jako Charley Varrick
- 1974: Długi postój na Park Avenue jako porucznik Zachary 'Z' Garber
- 1974: Strona tytułowa jako Walter Burns/Otto Fishbine
- 1974: Trzęsienie ziemi jako pijak
- 1975: Promienni chłopcy jako Willy Clark
- 1976: Straszne misie jako trener Morris Buttermaker
- 1978: Wizyty domowe jako dr Charley Nichols
- 1978: Suita kalifornijska jako Marvin Michaels
- 1978: Cień Caseya jako Lloyd Bourdelle
- 1980: Gra w kasy jako Miles Kendig
- 1980: Słodki zakład jako Sorrowful Jones
- 1981: Pierwszy poniedziałek października jako sędzia Dan Snow
- 1981: Najlepszy kumpel jako Trabucco
- 1982: Chcę być gwiazdą filmową jako Herbert Tucker
- 1983: Ci, którzy przetrwają jako Sonny Paluso
- 1986: Piraci jako kapitan Red
- 1988: Kto tu zwariował? jako Donald Becker
- 1991: JFK jako senator Long
- 1993: Dennis Rozrabiaka jako pan George Wilson
- 1993: Dwaj zgryźliwi tetrycy jako Max Goldman
- 1994: Narzeczona dla geniusza jako Albert Einstein
- 1995: Jeszcze bardziej zgryźliwi tetrycy jako Max Goldman
- 1995: Harfa traw jako sędzia Charlie Cool
- 1996: Dziwak z Central Parku jako Nat Moyer
- 1997: Morska przygoda jako Charlie Gordon
- 1998: Dziwna para II jako Oscar Madison
- 1998: Miłość raz jeszcze jako Frank Walsh
- 2000: Gorąca linia jako Lou Mozell

## Nagrody

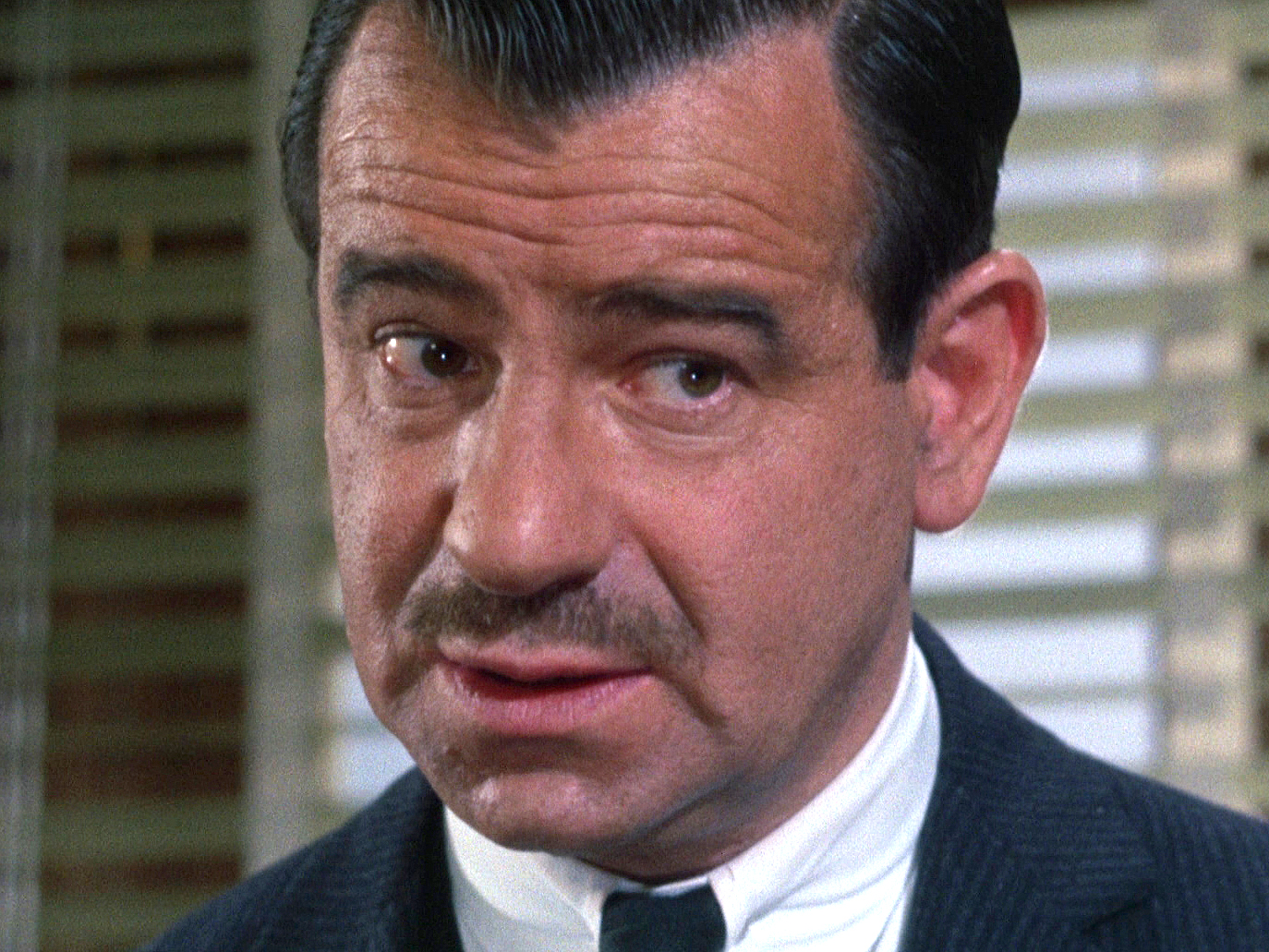
Walter Matthau (1963)

| Rok  | Nagroda                               | Kategoria                                        | Tytuł                      |
| ---- | ------------------------------------- | ------------------------------------------------ | -------------------------- |
| 1962 | Tony Award                            | Najlepszy aktor w sztuce                         | Strzał w ciemności         |
| 1965 | Tony Award                            | Najlepszy aktor w sztuce                         | Dziwna para                |
| 1966 | Nagroda Akademii Filmowej             | Najlepszy aktor drugoplanowy                     | Szczęście Harry’ego (1966) |
| 1973 | Nagroda Brytyjskiej Akademii Filmowej | Najlepszy aktor pierwszoplanowy                  | Pete i Tillie (1972)       |
| 1973 | Nagroda Brytyjskiej Akademii Filmowej | Najlepszy aktor pierwszoplanowy                  | Charley Varrick (1973)     |
| 1974 | David di Donatello                    | Najlepszy aktor zagraniczny                      | Strona tytułowa (1974)     |
| 1976 | Złoty Glob                            | Najlepszy aktor w filmie komediowym lub musicalu | Promienni chłopcy (1975)   |